# 修羅 (DOESの曲)
「修羅」（しゅら）は、DOESの4枚目のシングル。2007年5月16日にキューンレコードから発売された。

## 概要
前作から2ヶ月というハイペースでのリリース。表題曲にはアニメ『銀魂』エンディングテーマのタイアップが付いた。バンドにとってアニメタイアップはこれが初。その効果もあり、本作はバンド史上初のオリコンTOP10にランクインし、同時にそれまでの最高位を大幅に更新した。
初動売上げは12848枚で当時の自己最高初動枚数を記録した。初回限定盤には『銀魂』銀時&高杉アナザージャケット二枚封入、特別紙ブックレット仕様。この初回盤は発売後、早々と店頭から姿を消し、一時期オークション等で高値取引された。

## 制作
ボーカルの氏原はナタリーとのインタビューの中で、「僕たちが変革を目指していた頃、高松信司監督も『銀魂』の変革について考えており、僕たちの曲を聴いてこれだと思って声をかけたそうだ」と述べている。
また、氏原は『銀魂』のエンディングの話を引き受けるまでの経緯を「最初はよくあるタイアップだと思い、アンダーグラウンドから上がってきた僕らは正直毛嫌いしていたところもあった。しかし、実際にアニメを見たところ、一貫した反骨精神、ギャグマンガとしての面白さや「ジャッカス」のようなばかばかしさ、そしてパンクの要素を感じられたため、断る理由がなかった」と振り返っており、バンドそのものを見直し、極限までそぎ落としたサウンドを目指して作った作品が本作と「曇天」であると述べている。
ミュージックビデオの監督は番場秀一が務めた。

## 収録曲
（全作詞・作曲：氏原ワタル、編曲：DOES）
1. 修羅 [3:26]
  - テレビ東京系アニメ『銀魂』エンディングテーマ
2. ワインディング・ロード [4:10]
  - ベストアルバム『OTHERSIDE OF DOES』に収録。

## 収録アルバム
- 『SUBTERRANEAN ROMANCE』（#1）
- 『Neo Armstrong Cyclone Jet Armstrong Best』（#1）
- 『銀魂BEST』（#1）

## 受賞
| 年     | 音楽賞                          | 賞                    | 結果 |
| ------ | ------------------------------- | --------------------- | ---- |
| 2008年 | SPACE SHOWER Music Video Awards | BEST CREATORS' CHOICE | 受賞 |